# Arnaldo Mussolini
Arnaldo Mussolini (Dovia di Predappio, 11 gennaio 1885 – Milano, 21 dicembre 1931) è stato un giornalista e politico italiano, fratello minore di Benito Mussolini.

## Biografia
Chiamato così in onore di Arnaldo da Brescia, conseguì il diploma alla scuola media agraria di Cesena e nel 1909 sposò Augusta Bondanini, dalla quale ebbe tre figli: Vito, Sandro e Rosina. Fu insegnante e segretario comunale socialista di Predappio fino al 1914. Prima di dedicarsi all'insegnamento nel paese natale, Arnaldo Mussolini fu docente di agraria, dal 1908 al 1909, presso l'istituto Falcon-Vial di San Vito al Tagliamento. Affezionatosi a questo paese friulano, svolse il proprio insegnamento anche nelle scuole elementari di Carbona, frazione di San Vito. Proprio in omaggio a questo paese che lo aveva accolto con affetto chiamò il suo figlio primogenito Vito; in seguito il comune ricambiò, ponendo, a nome dei Sanvitesi, una lapide a suo ricordo nel cortile dell'istituto Falcon-Vial. Divenne segretario comunale prima a Travesio, sulla pedemontana friulana, poi a Morsano al Tagliamento, ricoprendo la carica sino al 1914.
Arnaldo Mussolini, come il fratello, partecipò alla prima guerra mondiale con il grado di sottotenente e nel 1919, al termine del conflitto, si trasferì a Milano. Qui divenne direttore amministrativo del quotidiano fondato da suo fratello, Il Popolo d'Italia, succedendo a Manlio Morgagni, che si occupò della raccolta pubblicitaria. Nel 1922, quando Benito divenne Presidente del Consiglio, ne ereditò la direzione, fedele alle linee politiche del fratello, che assecondava totalmente, pur mitigando alcuni eccessi con uno stile più mite e riservato. Benito Mussolini si fidava ciecamente di Arnaldo, che ebbe anche l'incarico della correzione delle bozze dei discorsi del fratello. Il due novembre dello stesso anno Raoul Vittorio Palermi, Sovrano gran commendatore del Supremo Consiglio della Gran Loggia d'Italia gli rimise le insegne di 33º grado ("Sovrano Grande Ispettore Generale Onorario") del Rito scozzese antico ed accettato.

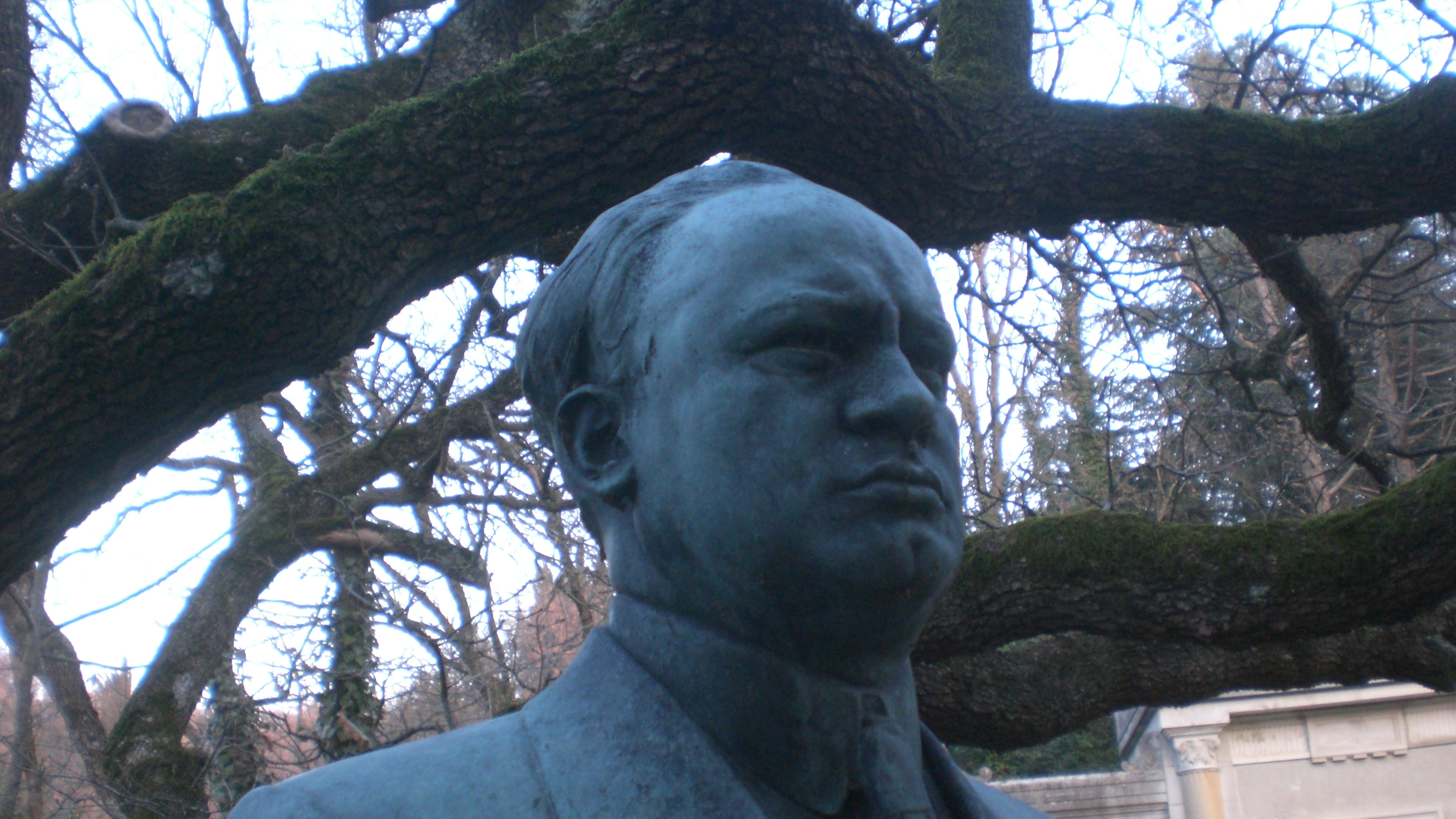
Busto di Arnaldo Mussolini presso il cimitero monumentale di Paderno di Mercato Saraceno

Dal 1922 alla morte ebbe una relazione con la scrittrice Maddalena Santoro. Fra il 1923 e il 1927 si dedicò all'attività di giornalista e a varie iniziative editoriali, dando vita a un giornale per i Balilla, alla Domenica dell'Agricoltore, alla Rivista illustrata del Popolo d'Italia, che fondò con Manlio Morgagni, alla Illustrazione Fascista, al Bosco e Historia, pur continuando a dirigere il Popolo d'Italia. L'interesse per la natura lo indusse inoltre a dedicarsi alla rinascita boschiva, all'organizzazione dell'agricoltura, alle bonifiche, diventando il primo presidente del Comitato Nazionale Forestale. Il 27 novembre 1928 gli fu conferita la laurea honoris causa in scienze agrarie.
 

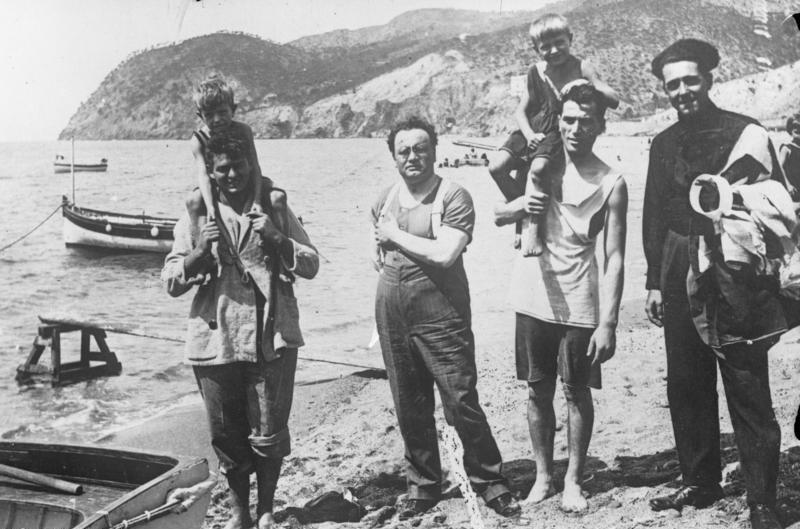
Arnaldo Mussolini (secondo da sinistra) nel 1931

Nel 1930 sostenne Niccolò Giani nella fondazione della scuola di mistica fascista a Milano, con l'obiettivo di far rivivere "l'anima del fascismo più vero", quello della trincea e dei primi anni del movimento, consegnandolo idealmente alle nuove generazioni. La scuola fu intitolata al figlio Sandro Italico, scomparso prematuramente a causa di una leucemia, l'anno prima a soli venti anni. Ne fu presidente anche un altro figlio di Arnaldo, il primogenito Vito.

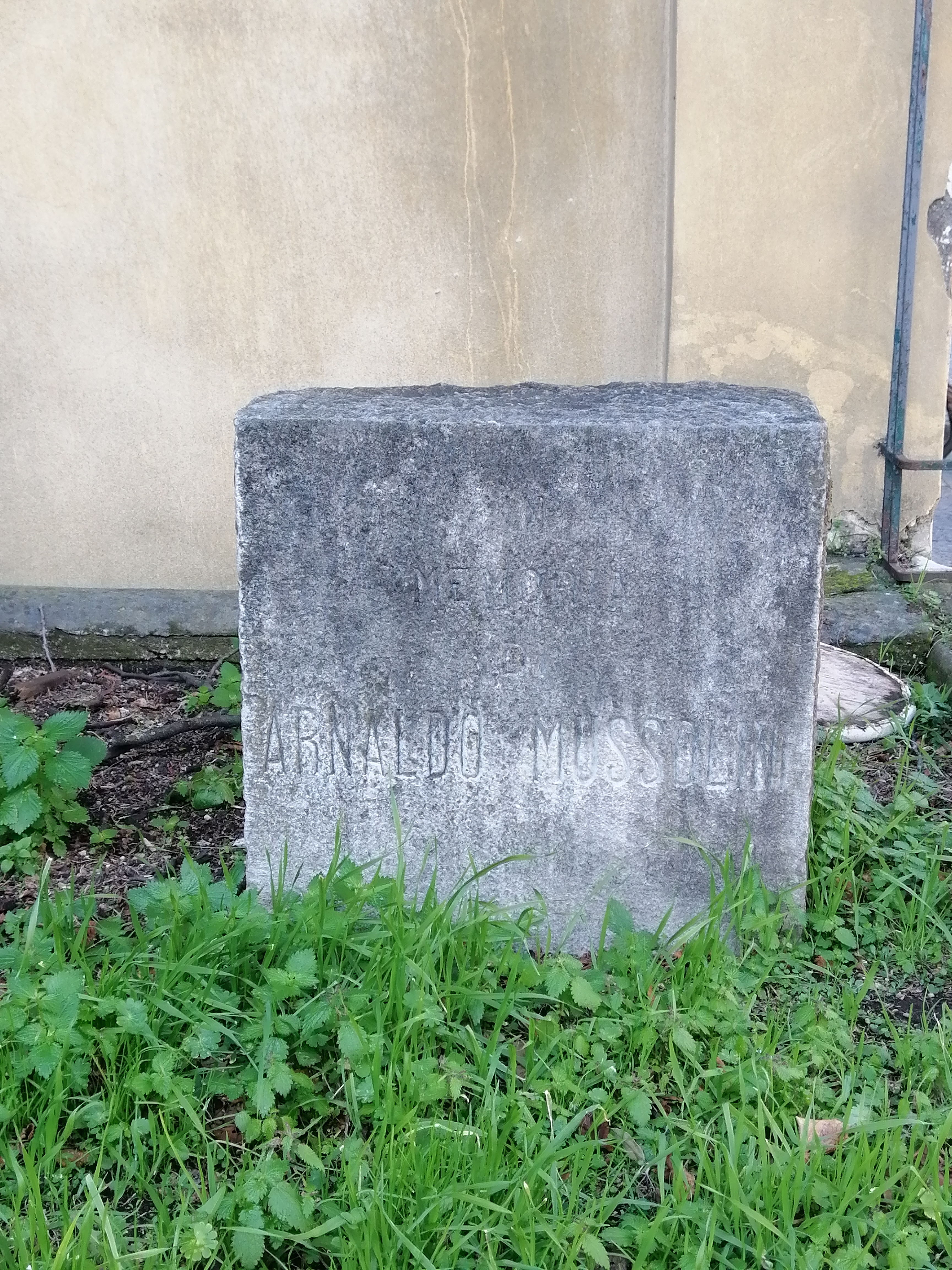
Lapide in pietra posta nei pressi dell’ingresso principale della villa comunale di Angri in ricordo del giornalista e fratello minore di Benito Mussolini, Arnaldo.

Di sentimenti profondamente religiosi, Arnaldo Mussolini ebbe una parte importante nel raffreddare i toni tra il regime fascista e la Chiesa cattolica durante la crisi del 1931 riguardante soprattutto l'educazione dei giovani. Nel settembre successivo, grazie ad Arnaldo Mussolini, fu raggiunto un compromesso con il quale i giovani cattolici potevano organizzarsi solamente all'interno dell'Azione Cattolica, senza svolgere alcuna attività politica. Gli accordi con la Santa Sede furono trasmessi dal Ministero dell'Interno a tutte le Regie Prefetture con circolare telegrafica del 16 settembre 1931.
Secondo Marco Zeni, Arnaldo Mussolini si occupò anche del caso Ida Dalser, la "moglie segreta" di Benito, e del loro figlio Benito Albino. Mentre la Dalser finì in manicomio, pare che Arnaldo – non è chiaro se per ordini ricevuti o per affetto personale – trattasse nel miglior modo possibile il nipote Benito Albino. Dopo la morte dello zio Arnaldo, anche Albino venne internato, come la madre, in manicomio, dove morì nel 1942.
Arnaldo Mussolini morì improvvisamente di arresto cardiaco, a Milano, il 21 dicembre 1931, a 46 anni. Fu sepolto nel piccolo cimitero di Paderno di Mercato Saraceno, paese natale della moglie Augusta Bondanini, dove ancora esiste, nella casa di famiglia, il suo studio privato con arredi e cimeli dell'epoca. A Forlì, invece, nella Casa del Balilla, poi della G.I.L., venne aperta una cappella votiva a lui dedicata. La cappella faceva parte del percorso del "pellegrino" fascista dalla stazione di Forlì, lungo il viale Benito Mussolini, oggi viale della Libertà, fino al piazzale della Vittoria, con destinazione la casa natale di Benito Mussolini a Predappio.
Nella chiesa di Santa Maria Nuova, a Mercato Saraceno, una lapide nel pavimento ricorda la tumulazione provvisoria ordinata da Benito Mussolini, in quanto, a causa della neve, il cimitero di Paderno era divenuto inaccessibile. 
Gli fu dedicato l'Istituto Nazionale di Previdenza dei Giornalisti Italiani Arnaldo Mussolini, che dopo la guerra divenne INPGI G. Amendola. Quando morì, Benito Mussolini mandò un telegramma a tutte le scuole, ordinando di piantare una quercia in memoria del defunto Presidente del Comitato Nazionale Forestale. 
Il fratello Benito ne scrive la biografia in Vita di Arnaldo, che inizia così: "Voglio scrivere stasera - 25 dicembre 1931 - X - uno dei più tristi Natali - forse il più triste - della mia vita, le prime pagine del libro che dedico alla memoria di Arnaldo. Oggi, a Palazzo Venezia, per sei ore, ho cominciato lo spoglio delle carte lasciate da lui; operazione necessaria, delicata, che ho compiuto e compirò con grande trepidazione."

## Opere
- Arnaldo Mussolini, Coscienza e dovere Archiviato il 18 dicembre 2012 in Archive.is.,Raido, Roma, 2007
- Arnaldo Mussolini, Forlì, Tiber, Roma 1929